# 1932年レークプラシッドオリンピックのクロスカントリースキー競技
1932年レークプラシッドオリンピックのクロスカントリースキー競技（1932ねんレークプラシッドオリンピックのクロスカントリースキーきょうぎ）は、1932年2月10日から2月13日までアメリカ合衆国、ニューヨーク州のレークプラシッドで行われた。

## 競技結果

### 男子18km
- 1932年2月10日
- エントリー42人：完走42人
- Sports-Reference.com (Olympics) のアーカイブ (英語)
- 1932年レークプラシッドオリンピックのクロスカントリースキー競技 - Olympedia（英語）
- レークプラシッドオリンピック公式記録(PDF):P188

| 順位 | 名前                           | 国・地域     | 記録          |
| ---- | ------------------------------ | ------------ | ------------- |
| 1    | スヴェン・ウッターストローム   | スウェーデン | 1時間23分07秒 |
| 2    | アクセル・ウィクストローム     | スウェーデン | 1時間25分07秒 |
| 3    | ヴェリ・サーリネン             | フィンランド | 1時間25分24秒 |
| 4    | マルッティ・ラッパライネン     | フィンランド | 1時間26分31秒 |
| 5    | アルネ・ルスタットストゥエン   | ノルウェー   | 1時間27分06秒 |
| 6    | ヨハン・グロットムスブローテン | ノルウェー   | 1時間27分15秒 |
| 7    | ヴァルマリ・トイッカ           | フィンランド | 1時間27分51秒 |
| 8    | オーレ・ステネン               | ノルウェー   | 1時間28分05秒 |
| 9    | ヴァイノ・リーッカネン         | フィンランド | 1時間28分30秒 |
| 10   | ニルス・スヴァルド             | スウェーデン | 1時間29分05秒 |
| 12   | 栗谷川平五郎                   | 日本         | 1時間31分34秒 |
| 15   | 坪川武光                       | 日本         | 1時間33分15秒 |
| 17   | 保科武雄                       | 日本         | 1時間35分47秒 |
| 37   | 岩崎三郎                       | 日本         | 1時間44分07秒 |

### 男子50km
- 1932年2月13日
- エントリー32人：完走20人
- Sports-Reference.com (Olympics) のアーカイブ (英語)
- 1932年レークプラシッドオリンピックのクロスカントリースキー競技 - Olympedia（英語）
- レークプラシッドオリンピック公式記録(PDF):P193

| 順位 | 名前                         | 国・地域         | 記録          |
| ---- | ---------------------------- | ---------------- | ------------- |
| 1    | ヴェリ・サーリネン           | フィンランド     | 4時間28分00秒 |
| 2    | ヴァイノ・リーッカネン       | フィンランド     | 4時間28分20秒 |
| 3    | アルネ・ルスタットストゥエン | ノルウェー       | 4時間31分53秒 |
| 4    | オーレ・ヘッゲ               | ノルウェー       | 4時間32分04秒 |
| 5    | シグール・ベスタット         | ノルウェー       | 4時間32分40秒 |
| 6    | スヴェン・ウッターストローム | スウェーデン     | 4時間33分25秒 |
| 7    | タウノ・ラッパライネン       | フィンランド     | 4時間45分02秒 |
| 8    | ジョン・リンドグレン         | スウェーデン     | 4時間47分42秒 |
| 9    | グスタフ・ヨンソン           | スウェーデン     | 4時間49分52秒 |
| 10   | アントニン・バートン         | チェコスロバキア | 4時間52分24秒 |
| 17   | 上石巌                       | 日本             | 5時間19分31秒 |
| 18   | 岩崎三郎                     | 日本             | 5時間21分40秒 |
| --   | 栗谷川平五郎                 | 日本             | 棄権          |
| --   | 谷口金蔵                     | 日本             | 棄権          |

## 各国メダル数
| 順 | 国・地域     | 金 | 銀 | 銅 | 計 |
| -- | ------------ | -- | -- | -- | -- |
| 1  | フィンランド | 1  | 1  | 1  | 3  |
| 2  | スウェーデン | 1  | 1  | 0  | 2  |
| 3  | ノルウェー   | 0  | 0  | 1  | 1  |